# Quantum
Na física um quantum (plural: quanta) é a menor quantidade de qualquer grandeza física envolvida numa interação. A noção de que uma grandeza pode ser “quantizada” vem da “hipótese da quantização”. Isso implica que a magnitude dessas grandezas podem apenas assumir valores discretos, que são múltiplos inteiros da unidade de um quantum.
Por exemplo, a energia e o momento angular de um elétron em um átomo só pode existir em certos valores discretos e um fóton é um quantum da luz (e de qualquer radiação eletromagnética).

## Etimologia e história
A palavra quantum, advinda do adjetivo interrogativo "quantus" do latim (em português, "quanto") foi empregada como "quanta" referente à eletricidade por Philipp Lenard em um artigo sobre o efeito fotoelétrico, entretanto o físico alemão deu os créditos da palavra a Hermann von Helmholtz  por este ser um dos primeiros assim como Julius von Mayer em seus trabalhos sobre a formulação da primeira lei da termodinâmica, a utilizá-la na física como referência a calor. Foi somente a partir do trabalho dos termos "quanta de matéria e eletricidade" serem utilizados por Max Planck em seus trabalhos sobre a radiação de corpo negro, publicado entre 1900 e 1901, que o termo passou a ser largamente empregado na física.
Em 1905, em resposta tanto aos trabalhos teóricos de Max Planck, quanto aos trabalhos experimentais de Lenard, Albert Einstein sugere que a radiação existiria em forma de pacotes espacialmente localizados, chamados por ele de "quanta de luz" (do alemão: Lichtquanta, também conhecido como fóton).

## Descoberta
O conceito de "quantização" da radiação foi descoberto por Max Planck, numa tentativa de entender a radiação emitida por objetos aquecidos, conhecida como radiação de corpo negro. Ao se assumir que a energia possa ser absorvida  ou emitida apenas em pacotes diferenciais, denominados por ele de "agrupamentos" ou "elementos de energia", Planck levou em consideração que alguns objetos quando aquecidos mudam de cor. Em 14 de dezembro de 1900, Planck relata suas descobertas a Sociedade Alemã de Física, introduzindo a ideia de que quantização pela primeira vez associada aos seus estudos sobre a radiação de corpo negro. Quanto aos resultados de seus experimentos, Planck deduziu valores numéricos de h, conhecido como constante de Planck, valores mais precisos para a unidade de carga elétrica e para a constante de Avogadro-Locschmidt. As teorias de Planck, após terem sido validadas, suas descobertas renderam a ele o Prêmio Nobel de Física de 1918.

## Quantização
A quantização das grandezas e a definição do quantum são bases da mecânica quântica. A ideia de quantização de energia e suas consequências na interação de energia e matéria (eletrodinâmica quântica) é parte da estruturação fundamental para entender e descrever a natureza na física quântica. (Átomos e matéria geralmente são estáveis porque elétrons só existem em níveis de energia discretos num átomo).[carece de fontes?]